# NGC 4033
NGC 4033 је елиптична галаксија у сазвежђу Гавран која се налази на NGC листи објеката дубоког неба.
Деклинација објекта је - 17° 50' 36" а ректасцензија 12h 0m 34,7s. Привидна величина (магнитуда) објекта NGC 4033 износи 11,6 а фотографска магнитуда 12,6. Налази се на удаљености од 21,859 милиона парсека од Сунца. NGC 4033 је још познат и под ознакама ESO 572-42, MCG -3-31-11, PGC 37863.